# Therea hyperguttata
Therea hyperguttata är en kackerlacksart som beskrevs av Philippe Grandcolas 1993. Therea hyperguttata ingår i släktet Therea och familjen Polyphagidae. Inga underarter finns listade i Catalogue of Life.